# Igbaras
Igbaras (Bayan ng Igbaras) är en kommun i Filippinerna. Kommunen ligger på ön Panay, och tillhör provinsen Iloilo. Folkmängden uppgår till 27 878 invånare.

## Barangayer
Igbaras är indelat i 46 barangayer.
| - Alameda - Amorogtong - Anilawan - Bagacay - Bagacayan - Bagay - Balibagan - Barasan - Binanua-an - Boclod - Buenavista - Buga - Bugnay - Calampitao - Cale - Corucuan | - Catiringan - Igcabugao - Igpigus - Igtalongon - Indaluyon - Jovellar - Kinagdan - Lab-on - Lacay Dol-Dol - Lumangan - Lutungan - Mantangon - Mulangan - Pasong - Passi | - Pinaopawan - Barangay 1 Poblacion - Barangay 2 Poblacion - Barangay 3 Poblacion - Barangay 4 Poblacion - Barangay 5 Poblacion - Barangay 6 Poblacion - Riro-an - San Ambrosio - Santa Barbara - Signe - Tabiac - Talayatay - Taytay - Tigbanaba |